# Абан (месяц)
Абан (перс. آبان‎) — восьмой месяц иранского календаря, состоит из 30 дней и является вторым осенним месяцем. В григорианском календаре соответствует 23 октября — 21 ноября.

## Этимология
Большая часть месяцев в иранском календаре носят имена зороастрийских язат. Название Абан происходит от имени божества Абан, с авестийского языка переводящегося как Воды. 

## Праздники
- 10 абан — Праздник Абанеган, праздник имени Абан, праздник осеннего урожая
- 15 абан — Праздник середины осени

## Отмечаемые события и чествования
- 7 абан — День Кира II Великого
- 13 абан — День студентов